# Малат, Иржи
Иржи Малат (чеш. Jiří Malát; род. 1 июля 1953) — чешский дирижёр.
Учился в Пражской консерватории как альтист, затем изучал дирижирование в Пражской академии музыки, в том числе у Вацлава Ноймана.
Первую руководящую должность занял в 1980 г., возглавив оркестр в Марианске-Лазне. В 1981—1987 гг. возглавлял оркестр Пльзеньской оперы, затем работал в Симфоническом оркестре Пльзеньского радио, в Остравском филармоническом оркестре. С 1988 года в пражском Национальном театре, в 1989—1992 годах возглавлял Симфонический оркестр Пльзеньского радио. В 1992—2002 годах работал в Мангейме, руководя Камерным оркестром Пфальца. В 2004—2013 гг. стоял во главе Фогтландского филармонического оркестра, одновременно в 2005—2008 гг. вновь возглавлял Пльзеньский филармонический оркестр. Кроме того, с 2003 года является приглашённым дирижёром Симфонического оркестра Кёльнского радио.
Наиболее заметная запись Малата — работы композиторов Мангеймской школы с Курпфальцским камерным оркестром.